# Кашаго
Кашаго (итал. Casciago) је насеље у Италији у округу Варезе, региону Ломбардија.
Према процени из 2011. у насељу је живело 3808 становника. Насеље се налази на надморској висини од 396 м.

## Становништво
| 1936. | 1951. | 1961. | 1971. | 1981. | 1991. | 2001. | 2011. |
| ----- | ----- | ----- | ----- | ----- | ----- | ----- | ----- |
| 1.460 | 1.714 | 2.165 | 2.765 | 3.206 | 3.752 | 4.019 | 3.865 |